# 三ツ橋けんじ
三ツ橋 けんじ（みつはし けんじ）は、日本の演歌歌手。北海道出身。

## 略歴
1982年に東芝EMI（現EMIミュージック・ジャパン）が主催した村田英雄カラオケ・コンテストで優勝。1983年に『カラオケ流し』を自費で出し、レコードデビュー。同年、東芝EMIと所属契約を交わす。
その後、競作を中心に自主製作のレコードを出し続ける。曲の題名に合わせてギターを使わず、カラオケで流して歩く独自のキャンペーンが功を奏し、地元の北海道では名前が浸透した。これらが評価され、1989年、『おしどり人生』が初めて全国発売された。
代表曲である『カラオケ流し』は、カラオケ店を歌い歩く1980年代の「流し」の世界を歌った知る人ぞ知る名曲と言われ、1996年にはCD化、2011年3月には香川県出身の演歌歌手、蒼彦太がカバーして徳間ジャパンコミュニケーションズからデビューした。

## 人物
デビューするまで、40以上の職種を経験してきた。歌い方はこぶしを効かせた男性的なものであり、素顔は「演歌の寅さん」とあだ名されている。
演歌約2800曲を即興で歌え、空手2段・剣道3段・柔道初段を所持している。

## ディスコグラフィー
- カラオケ流し / 夫婦歌 (1983年)
- 三ツ橋けんじ演歌流し歌 / 大田ブルース / 一杯のめよ/
- 浪花節だよ人生は / カラオケ流しPART2/
- しのぶ宿 / 女の真心(1984年)
- おしどり人生 / 北の旅路(1988年)
- 愛・風車 / アア帰ろうかな(1989年)
- 漁師浜(おとこはま) / 人生のれん(1994年)